# Мтвара – Дар-ес-Салам
Мтвара — Дар-ес-Салам — газопровід на сході Танзанії.
На початку 21-го століття в Танзанії, що до того спиралась на використання гідроресурсів, почали розвивати теплову енергетику, для чого у першій половині 2010-х років вирішили ввести в повномасштабну розробку виявлене біля кордону з Мозамбіком родовище Мназі-Бей. Для цього було необхідно з'єднати зазначений район зі столицею, де знаходились основні споживачі блакитного палива в країні. Це виконали за допомогою трубопровідної системи, що включала:
- основну ділянку довжиною 487 кілометрів та діаметром 900 мм від газопереробного заводу Мадімба через Соманга-Фунгу до Kinyerezi;
- перемичку довжиною 25 кілометрів та діаметром 600 мм від газопереробного заводу родовища Сонго-Сонго до Саманга-Фунгу (можливо відзначити, що це родовище вже подавало свою продукцію до столиці через трубопровід Сонго-Сонго — Дар-ес-Салам);
- ділянку довжиною 30 кілометрів та діаметром 400 мм від Kinyerezi до Тегета.
Така схема обслуговувала виробництво на ТЕС Kinyerezi-1 (150 МВт) та менш потужній ТЕС Тегета (45 МВт), крім того, у другій половині 2010-х років велось спорудження ТЕС Kinyerezi-2 з показником 240 МВт, а на стадії планування знаходились станції Kinyerezi-3 (600 МВт) та Kinyerezi-4 (330 МВт). Також очікувала переведення на газ електростанція компанії IPTL, розташована у згаданому вище районі Тегета (103 МВт).
Будівництво газопроводу почалось в 2013-му та за два роки завершилось введенням в експлуатацію. Генеральним підрядником виступила китайська компанія China Petroleum and Technology Development Company (CPTDC). Основну частину фінансування у розмірі 1,2 млрд доларів США (95 %) забезпечив Експортно-імпортний банк Китаю, а ще 61 млн (5 %) надала місцева Tanzania Petroleum Development Corporation (TPDC). При цьому їхні частки в структурі капіталу становлять 81 % та 19 % відповідно.
Існують плани подовження газопроводу до портового міста Танга на північному сході країни, а потім і до кенійської Момбаси. Довжина такого проекту становитиме 530 км.